# Stiffkey
Stiffkey is een civil parish in het bestuurlijke gebied North Norfolk, in het Engelse graafschap Norfolk met 209 inwoners.